# Путевой машинной станции-4
Путевой машинной станции-4 — посёлок сельского типа в Одинцовском городском округе Московской области. Ранее входил в состав сельского поселения Часцовское. Население — 499 чел. (2010). До 2006 года посёлок входил в состав Часцовского сельского округа.
Посёлок на юго-западе района, восточнее железнодорожной станции Петелино Смоленского направления МЖД, высота центра над уровнем моря 201 м.

## Население
| 2002 | 2006 | 2010 |
| ---- | ---- | ---- |
| 436  | →436 | ↗499 |